# Matojoki (vattendrag i Finland, lat 63,83, long 28,57)
Matojoki är ett vattendrag i Finland. Det ligger i den centrala delen av landet, 400 km norr om huvudstaden Helsingfors.